# بنجامین موکولو
بنجامین موکولو (انگلیسی: Benjamin Mokulu؛ زادهٔ ۱۱ اکتبر ۱۹۸۹) بازیکن فوتبال اهل جمهوری کنگو است.
از باشگاه‌هایی که موکولو در آن بازی کرده‌است می‌توان به باشگاه فوتبال اوستنده، باشگاه فوتبال مشلان، باشگاه فوتبال لوکرن اوست والاندرن، باشگاه فوتبال باستیا، باشگاه فوتبال آولینو و باشگاه فوتبال باستیا اشاره کرد.
وی همچنین در تیم‌های ملی فوتبال زیر ۲۱ سال بلژیک و جمهوری کنگو بازی کرده‌است.